# Betondeckung

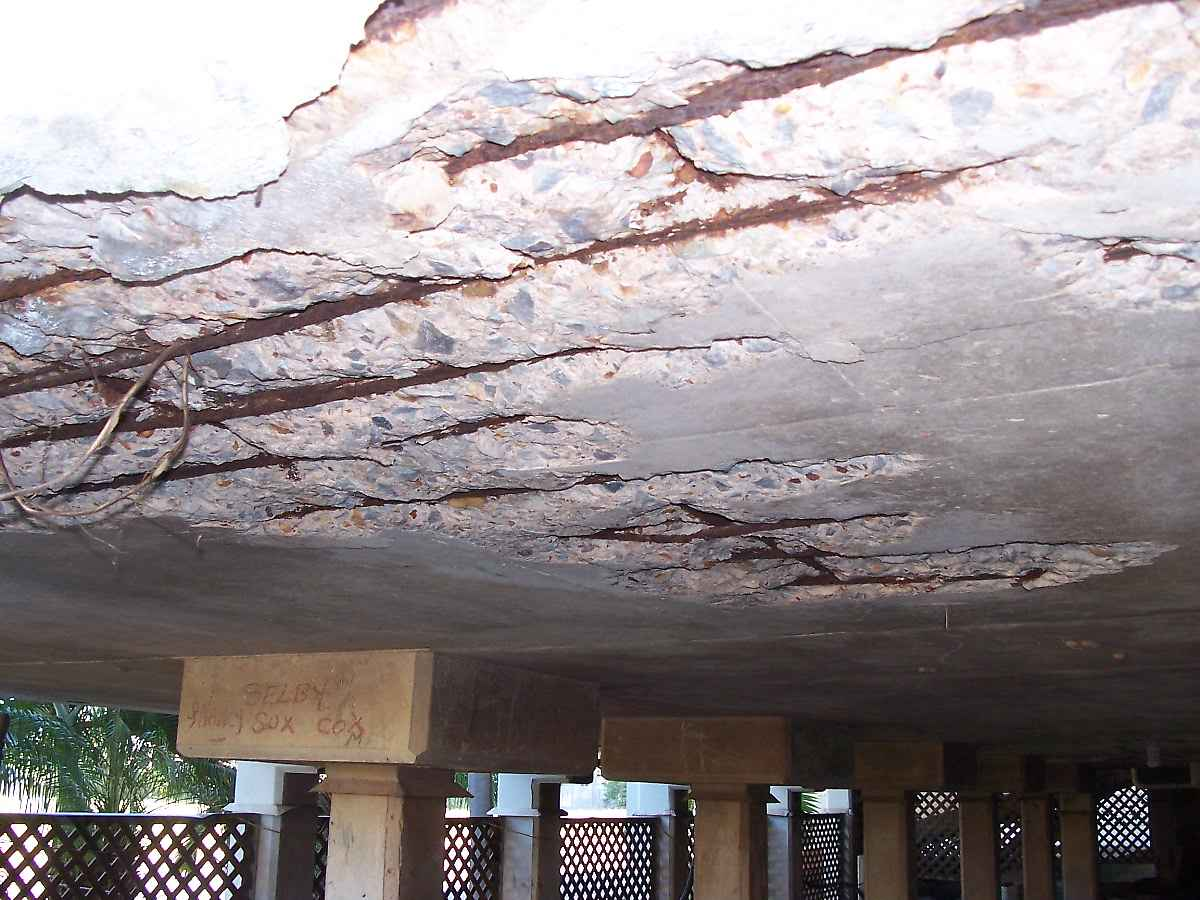
Folgen zu geringer Betonüberdeckung: Schadhafter Beton

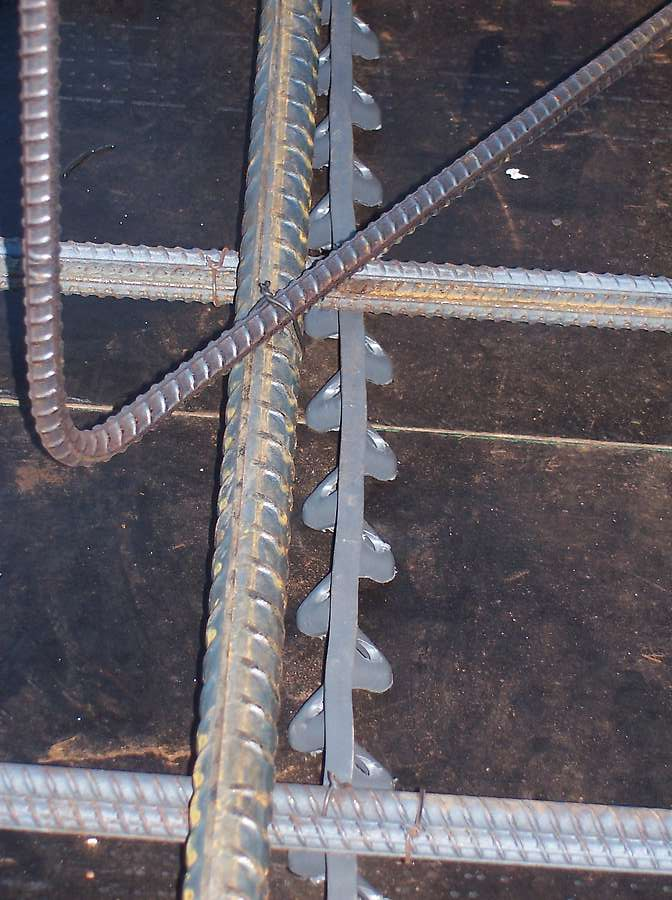
Abstandshalter aus Kunststoff an waagerechter Schalung

Als Betondeckung, teilweise auch Betonüberdeckung, wird im Stahlbetonbau der Abstand zwischen der Betonoberfläche und der Außenkante eines vom Beton umhüllten Betonstahls bezeichnet.
Eine ausreichende Bewehrungsüberdeckung, in Deutschland üblicherweise als Betondeckung oder Mindestbetondeckung bezeichnet, ist bei Stahlbetonbauteilen erforderlich, um den notwendigen Verbund zwischen Beton und Bewehrung, eine genügende Dauerhaftigkeit des Bauteils sowie einen entsprechenden Feuerwiderstand sicherzustellen. Um den erforderlichen Verbund herzustellen, sollte die Bewehrungsüberdeckung mindestens dem Betonstahldurchmesser entsprechen. Aus den Umweltbedingungen (Expositionsklassen) ergibt sich nach Eurocode 2 unter Berücksichtigung der nationalen Anhänge für die erforderliche Dauerhaftigkeit (siehe auch Carbonatisierung (Beton)) die notwendige Betondeckung über dem Betonstahl. Die darin beschriebenen Werte gehen von einer Nutzungsdauer von mindestens 50 Jahren bei üblichem Instandhaltungsaufwand aus. Kleiner als 15 mm darf sie nicht sein, üblich sind 20 bis 50 mm. Gewährleistet wird die Betondeckung durch Abstandhalter und Unterstützungsböcke bzw. -körbe. Unterstützungsböcke bestehen meist aus entsprechend gebogenem Betonstahl und werden vor allem für die obere Bewehrungslage von Platten verwendet. Abstandhalter werden dagegen zur Sicherstellung der Distanz zwischen Bewehrung und Schalung verwendet. Diese gibt es in verschiedensten Variationen. Es können unter anderem Klötzchen oder Schlangen aus Beton bzw. Faserzement sein, daneben sind auch Klötze, Leisten oder Ringe aus Kunststoff üblich. Abstandshalter aus Metall sind heute eher unüblich, da sie zu Roststellen in der Betonoberfläche führen können.

## Zweck der Betondeckung
- Schutz des Betonstahls vor Umwelteinflüssen, insbesondere vor Sauerstoff und Wasser, um Korrosion zu verhindern.
- Schutz der Bewehrung vor Brandeinwirkung
- Sicherstellung des Verbunds zwischen Beton und Bewehrung (feste Einbindung des Stahls in den Beton)

## Richtlinien
Die Betondeckung hängt von den Umwelteinflüssen ab, die am jeweiligen Standort zu erwarten sind. Sie sind europaweit im Eurocode 2 nach Expositionsklassen geregelt und folgende Betondeckungen werden dort bei Anforderungsklasse S3 für die unterschiedlichen Korrosionsauslöser gefordert:
| Korrosionsart                                      | Mindestbetondeckung cmin (mm) für Betonstahl |
| -------------------------------------------------- | -------------------------------------------- |
| karbonatisierungsinduzierte Korrosion (XC)         | 10 (XC 1) bis 25 (XC 4)                      |
| chloridinduzierte Korrosion (ohne Meerwasser) (XD) | 30 (XD 1) bis 40 (XD 3)                      |
| chloridinduzierte Korrosion aus Meerwasser (XS)    | 30 (XS 1) bis 40 (XS 3)                      |

Abhängig davon, ob die Sicherstellung des Verbunds oder der Korrosionsschutz maßgebend sind, müssen die Werte der Tabelle um 10 bis 15 mm erhöht werden, sodass sich Nennmaße (cnom) von 20 bis 55 mm ergeben. Gemäß allgemeiner bauaufsichtlicher Zulassung (abZ) für feuerverzinkte Betonstähle ist es bei Verwendung von feuerverzinktem Betonstahl in den Expositionsklassen XC1 bis XC4 eine Abminderung der Betondeckung um 10 mm möglich.
Andere nationale Baunormen schreiben dem lokalen Klima entsprechend unterschiedliche Mindestbetondeckungen vor:
| Land       | Betonnorm | Bereich der Mindestbetondeckung (mm) |
| ---------- | --------- | ------------------------------------ |
| UK         | BS:8110   | 25–50                                |
| USA        | ACI:318   | 40–50                                |
| Australien | AS:3600   | 15–30                                |

## Paradoxon

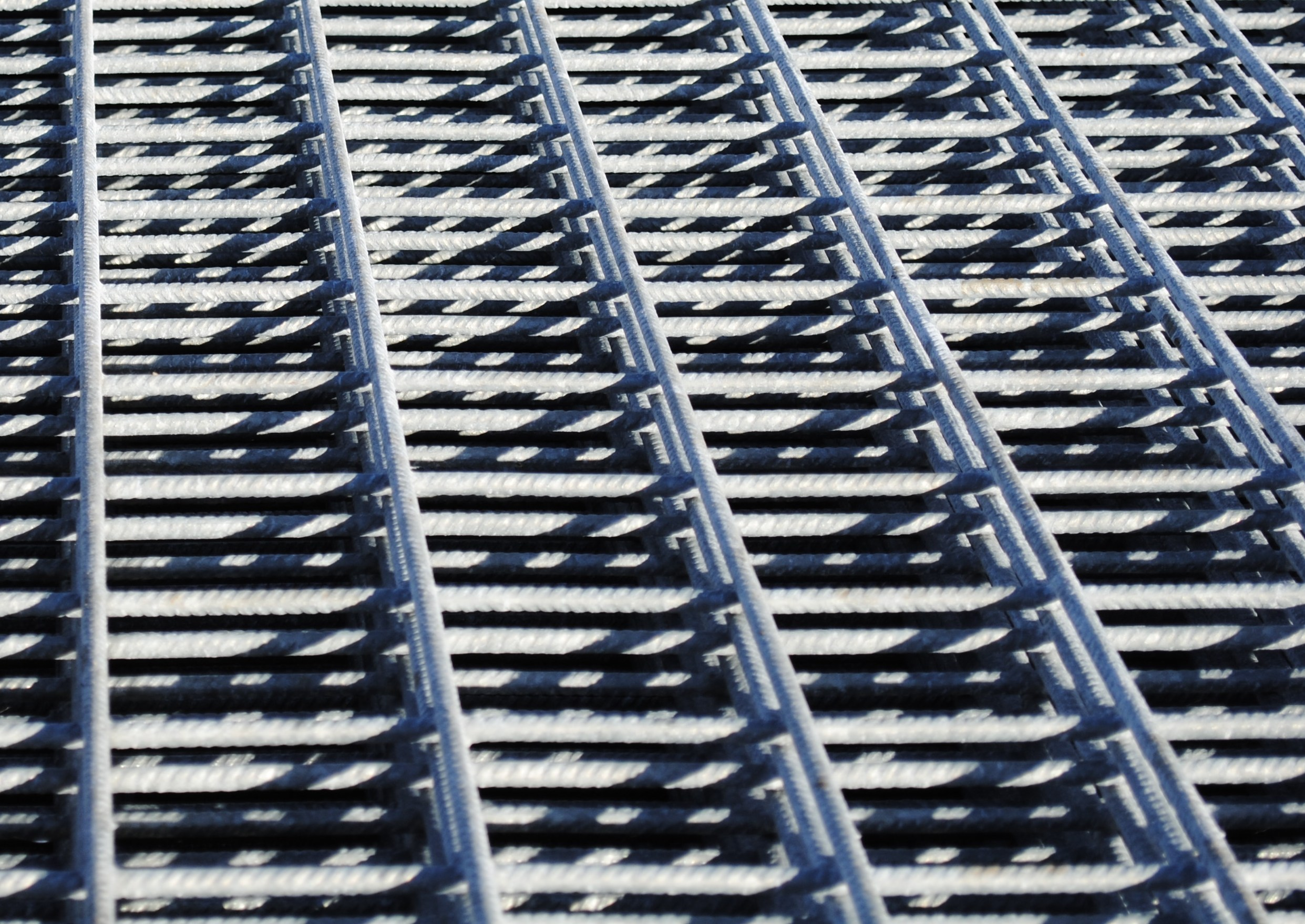
Feuerverzinkte Betonstahlmatte

Große Betondeckungen (50 bis 60 mm) sind nötig, um die Bewehrung bei aggressiven Umwelteinflüssen gegen Korrosion zu schützen, aber große Überdeckungen führen auch zu großen Rissbreiten. Größere Rissbreiten als 0,3 mm können durch Eindringen von Feuchtigkeit und Sauerstoff zur Korrosion der Bewehrung führen, die wiederum das Abplatzen von Beton zur Folge hat, womit die Bewehrung freigelegt wird.
Diese sich widersprechenden Effekte können beispielsweise durch die Verwendung von nichtkorrodierender Bewehrung mit geringerer Betondeckung oder durch eine nichtkorrodierende, feiner verteilte Bewehrung (Hautbewehrung) mit möglichst gutem Verbund z. B. aus feuerverzinktem Stahl, Edelstahl, GFK-Bewehrung, Textil- oder Faserverbund innerhalb der Betondeckung vereinbart werden.

## Methoden zur Einhaltung der Überdeckung
- Nach unten freie Oberfläche (z. B. bei Decken): auf die ebene Schalung werden Abstandhalter in Form von kleinen Füßen aus Kunststoff, Faserzement gesetzt.
- Vertikale Oberfläche (z. B. Wände): Längliche, teilweise wellenförmige Abstandshalter aus Faserzement oder Kunststoff werden an der Außenseite der Bewehrung festgebunden.
- Nach oben freie Oberfläche (z. B. bei Decken): Da die Schalung oben offen ist, wird durch Unterstützungskörbe die Einhaltung der Überdeckung der oberen Bewehrung sichergestellt.